# Seznam dodatků Ústavy Spojených států amerických

Originál americké Listiny práv

Seznam dodatků Ústavy Spojených států amerických obsahuje 27 změn od původní ratifikace Ústavy Spojených států (tedy od 21. června 1788) k dnešnímu dni. Prvních deset změn, které byly navrženy již v roce 1789 a dnes jsou známé jako Listina práv, vstoupilo v platnost o dva roky později.

## Seznam
| #   | Obsah dodatku | Datum návrhu      | Datum ratifikace  |
| --- | --- | ----------------- | ----------------- |
| 1.  | Svoboda vyznání, tisku, projevu, právo lidu pokojně se shromažďovat a právo podávat státním orgánům žádosti o nápravu křivd | 25. září 1789     | 15. prosince 1791 |
| 2.  | Právo držet a nosit zbraně                                                                                                  | 25. září 1789     | 15. prosince 1791 |
| 3.  | Ubytování vojáků v soukromých domech                                                                                        | 25. září 1789     | 15. prosince 1791 |
| 4.  | Právo na ochranu svobody osobní a domovní                                                                                   | 25. září 1789     | 15. prosince 1791 |
| 5.  | Pravidla pro předkládání důkazů a trestu                                                                                    | 25. září 1789     | 15. prosince 1791 |
| 6.  | Práva obžalovaných | 25. září 1789     | 15. prosince 1791 |
| 7.  | Právo na soud s porotou | 25. září 1789     | 15. prosince 1791 |
| 8.  | Zákaz nadměrných kaucí, nadměrných pokut a krutých a mimořádných trestů                                                     | 25. září 1789     | 15. prosince 1791 |
| 9.  | Výpočet určitých práv ústavou nesmí být vykládán jako popírání nebo zlehčování ostatních práv náležejících lidu.            | 25. září 1789     | 15. prosince 1791 |
| 10. | Práva, která ústava výslovně nepřiznává Unii ani je nevylučuje z pravomoci států, náležejí jednotlivým státům nebo lidu.    | 25. září 1789     | 15. prosince 1791 |
| 11. | Akce proti státům | 4. března 1794    | 7. února 1795     |
| 12. | Způsob výběru prezidenta | 9. prosince 1803  | 15. června 1804   |
| 13. | Zrušení otroctví | 31. ledna 1865    | 6. prosince 1865  |
| 14. | Zaručení práv a výhod občanství                                                                                             | 13. června 1866   | 9. července 1868  |
| 15. | Právo volit bez ohledu na rasu                                                                                              | 26. února 1869    | 3. února 1870     |
| 16. | Vznik daně z příjmu | 12. července 1909 | 3. února 1913     |
| 17. | Způsob volby a počet senátorů                                                                                               | 13. května 1912   | 8. dubna 1913     |
| 18. | Zavedení prohibice | 18. prosince 1917 | 16. ledna 1919    |
| 19. | Právo žen volit | 4. června 1919    | 18. srpna 1920    |
| 20. | Změna termínu začátku nového kongresu a prezidenta.                                                                         | 2. března 1932    | 23. ledna 1933    |
| 21. | Zrušení prohibice | 20. února 1933    | 5. prosince 1933  |
| 22. | Omezení prezidentství na dvě funkční období                                                                                 | 24. března 1947   | 27. února 1951    |
| 23. | Zastoupení Washingtonu D.C. ve sboru volitelů                                                                               | 16. června 1960   | 29. března 1961   |
| 24. | Zrušení daně z hlasování ve federálních volbách                                                                             | 14. září 1962     | 23. ledna 1964    |
| 25. | Předání moci v případě smrti prezidenta                                                                                     | 6. července 1965  | 23. února 1967    |
| 26. | Právo volit od 18 let věku                                                                                                  | 23. března 1971   | 1. července 1971  |
| 27. | Nabytí účinnosti zákonné úpravy odměn členům Kongresu                                                                       | 25. září 1989     | 7. května 1992    |